# Marienkirche (Onolzheim)
Die Marienkirche ist die Heimatkirche der evangelischen Kirchengemeinde des Crailsheimer Stadtteils Onolzheim mit rund 1.150 Gemeindemitgliedern. Die Kirchengemeinde gehört zum Kirchenbezirk Crailsheim-Blaufelden der Evangelischen Landeskirche in Württemberg.

## Geschichte
Im Jahr 1404 wurden vom Würzburger Weihbischof Nikolaus Possek Chor und Altar einer Kapelle geweiht und 1415 mit einem Ablass begabt – der Ablassbrief des Bischofs von Damaskus befindet sich im Staatsarchiv Ludwigsburg. Die älteste Glocke der Marienkirche stammt aus dem Jahr 1475.
1476 wurde eine eigene Pfarrei errichtet, die aber erst nach der Reformation endgültig von Crailsheim getrennt wurde. 1754 wurde der Grundstein für das neue Kirchenschiff gelegt. Der ansbachische Landbaumeister David Steingruber fertigte den Plan. 1872 wurde das Kirchenschiff um 3,5 Meter verlängert. 1925 wurde die Kirche in die Liste der Kulturdenkmäler Deutschlands aufgenommen.

## Die Kirche heute

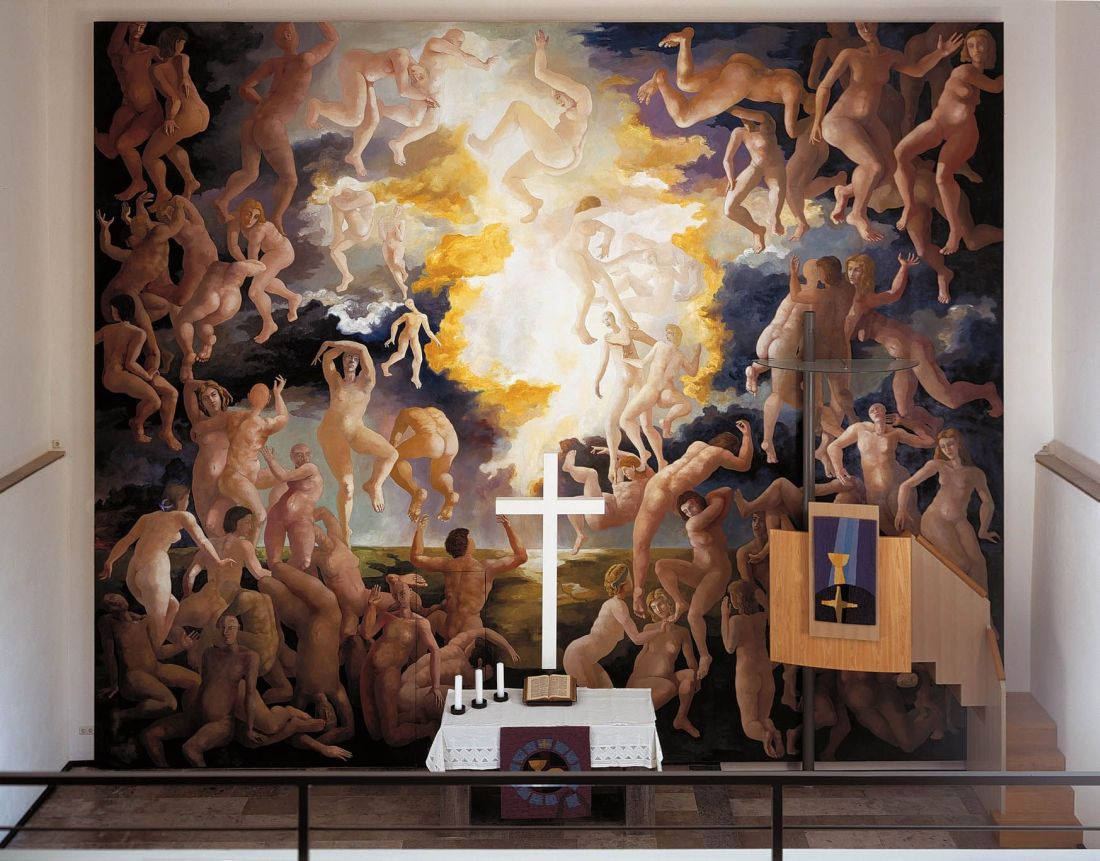
Altarbild von Thomas Gatzemeier

Eine gründliche Renovierung erfuhr die Marienkirche im Jahre 1970: Die Ansbacher Kirchenwand mit einem Kanzelaltar wurde aufgegeben. Die Turmseite erhielt eine Bretterwand, die Seitenempore wurde entfernt und stattdessen eine neue Westempore erstellt. Auf dieser fand die Orgel ihren Platz. 1995 wurde die Kirche außen und 2002 innen renoviert. Bei der Innenrenovierung war die gravierendste Änderung, dass die hölzerne Altarwand mit einem Gemälde „Auferstehung“ des Karlsruher Künstlers Thomas Gatzemeier auf eine Größe von 7,14 m × 8,50 m (ca. 60 m²) versehen wurde. Mittelgang und neue Kanzel, Veränderung der beiden Eingänge und eine neue Beleuchtung waren weitere Punkte der Renovierung. Das Pfarrhaus der Gemeinde wurde 1980 erbaut. Das Gemeindehaus entstand 1989 anstelle des alten Schulhauses und späteren Rathauses der Gemeinde Onolzheim.

## Der Bau
Im Prinzip handelt es sich seit dem Umbau an einen sehr einfachen Bau ohne äußere Verzierungen. Das gesamte Gebäude ist einfach verputzt und weiß gestrichen. Der Gesamtaufbau erinnert an eine Mischung aus gotischem und romanischen Stil. Bei der Befensterung herrschen Rundbögen vor, das Dach ist romanisch-gedrungen. Eine Turmuhr wurde ebenfalls am Glockenturm angebracht. Das Innere der Kirche wirkt eher als nüchterner Zweckbau. Abgesehen vom Altar, der kunstvoll gestaltet ist, und dem bereits erwähnten Gemälde von Thomas Gatzemeier ist das Inventar grundsätzlich zweckdienlich angeordnet.